# Olmenhorn
L'Olmenhorn est un sommet des Alpes bernoises, en Suisse, situé dans le canton du Valais, qui culmine à 3 313 m d'altitude.
Il domine, au sud-ouest, le glacier de Mittelaletsch qui le sépare du Rothorn et, à l'est, le glacier d'Aletsch. Sur la même arête que l'Olmenhorn se trouvent, au nord-ouest, le Kleines Dreieckhorn et le Dreieckhorn.